# Russell Winger
Russell Adam Winger (Colorado Springs, 2. kolovoza 1984. - ) je američki atletičar specijaliziran za bacanje kugle i diska. Kao stident nastupao je za atletsku ekipu Sveučilišta u Idahu. Poznat je po osvajanju dvaju brončanih odličja na Panameričkim igrama 2015. i Sjeverno-južnoameričkom- karipskom prvenstvu 2015. godine.

## Športska postignuća
| Tumač znakova: | q | Kvalifikacije | NR | Državni rekord | PB | Osobni rekord | SB | Rekord sezone | NM | Bez rezultata |

| Godina         | Natjecanje                                | Mjesto                                | Pozicija       | Disciplina     | Duljina        |
| Nastupi za SAD | Nastupi za SAD                            | Nastupi za SAD                        | Nastupi za SAD | Nastupi za SAD | Nastupi za SAD |
| -------------- | ----------------------------------------- | ------------------------------------- | -------------- | -------------- | -------------- |
| 2006.          | Sjeverno-južnoameričke-karipske igre      | Santo Domingo, Dominikanska republika | 2.             | bacanje kugle  | 19,35 m        |
| 2011.          | Panameričke igre                          | Guadalajara, Meksiko                  | 8.             | bacanje diska  | 19,11 m        |
| 2015.          | Panameričke igre                          | Toronto, Kanada                       | 3.             | bacanje diska  | 62,64 m        |
| 2015.          | Sjeverno-južnoameričko-karipsko prvenstvo | San José, Kostarika                   | 1.             | bacanje diska  | 60,68 m        |
| 2015.          | Svjetsko prvenstvo                        | Peking, Kina                          | 26. q          | bacanje diska  | 58,69 m        |